# Англси
А́нглси  (англ. Anglesey [ˈæŋɡəlsi], валл. Ynys Môn [ˈənɨs ˈmoːn], лат. Mona, Anglesaga) — остров в Уэльсе, на котором (вместе с окружающими островами) расположена унитарная административная единица (округ) Уэльса со статусом графства Айл-оф-Англси.
Унитарная единица образована Актом о местном управлении 1994 года (англ.).

## География
Область расположена в северном Уэльсе на одноименном острове и некотором количестве близлежащих островов, самым крупным из которых является Холи-Айленд, ранее образовывавших территорию традиционного графства Англси. Остров отделён от остального Уэльса мелким и узким проливом Менай.
Основными городами области являются: Бомарис, Ллангевни (англ.), Менай-Бридж (англ.), Холихед и Бенллех.

## История
До римского завоевания Британии остров считался священным для друидов. В I веке н. э. он был объектом целенаправленного захвата для римлян, желавших устранить влияние друидов на кельтов. Римские авторы называли остров Mona.
В 61 году н. э. Англси был завоеван римским полководцем Светонием Паулином, который уничтожил на нём священные рощи друидов. Восстание Боудикки принудило римлян удалиться, но в 76 году н. э. они возвратились. В IX веке островом овладел сакс Эгберт, у которого он был вскоре отнят князьями Северного Уэльса, владевшими им до времён Эдуарда I, присоединившего Уэльс к Англии. В XIV столетии землями на острове владел феодал Тидир ап Горонуи (англ., валл. Tudur ap Goronwy, 1310—1367), в честь которого получил свое название возвысившийся в XV веке род Тюдоров, представители которого с 1485 по 1603 годы правили Англией.